# 小劇場
小劇場（しょうげきじょう）とは、小さな劇場のことで、演劇分野においては日本で1960年代後半に誕生した演劇の1ジャンル（小劇場演劇）を指す。本稿では、小劇場演劇の歴史とともに、劇場としての小劇場について述べる。

## 小劇場演劇
小劇場は小さな劇場を拠点とする演劇集団（劇団）及びその演劇（小劇場演劇）である。
日本の演劇界は明治以降常に、古い演劇手法に対する形で新しい表現手法が生み出されてきた。歌舞伎に対して新派や、新劇が生み出されてきた。1960年代、新劇が主流だった演劇界に反発し、若者が自らの考えを発信する場として小劇団を旗揚げしていった。
1960年には俳優座付属俳優養成所の出身者である早野寿郎、小沢昭一らによって劇団俳優小劇場が結成されている。千田是也、田中千禾夫の影響下に小劇場運動の先駆的活動を担った。また、翌年の1961年には学生演劇出身の鈴木忠志、別役実らにより新劇団自由舞台、後の早稲田小劇場が結成されている。
1960年代後半には、寺山修司や唐十郎、蜷川幸雄などの「小劇場第一世代（アングラ演劇）」によって小劇場演劇が確立された。こうした第一世代の小劇場演劇は、反新劇闘争、リアリズム演劇破壊運動という色合いが濃く、思想性や実践性が強いものだった。
なお、小劇場演劇が打倒、克服の主な対象とした新劇も、築地小劇場に代表されるように、拠点劇場の規模から言えば多くは小劇場だった。しかし一般には小劇場演劇には新劇は含まれない。毛利三彌は、日本の新劇などを創出した国際的なリアリズム演劇創出運動を、その出発点がフランス・自由劇場 (演劇運動)にあるところから、自由劇場運動と呼んでいる。
その後、1970年代にはつかこうへいら「第二世代」が台頭し、コメディ・パロディの要素を演劇に取り入れ、演劇をエンターテイメントとして観客に提示する契機となった。1980年代には野田秀樹、鴻上尚史、横内謙介ら「第三世代」の登場により、"言葉遊び"や"時間・空間を超越する技法"などのコンセプトが取り入れられ、演劇そのものに対する変化が生じた。こうした技法が1980年代の小劇場ブームを呼び、野田の夢の遊眠社や鴻上の第三舞台、善人会議が好評を博した。
しかし1990年代に入ると、多くの小劇団は解散・活動休止し、多くの演劇人はテレビや映画、商業演劇の場で活動するようになる。こうした状況のなかで台頭したのが「第四世代」と呼ばれる東京サンシャインボーイズの三谷幸喜や、劇団☆新感線のいのうえひでのりと中島かずき、演劇集団キャラメルボックスの成井豊らである。彼らは大きな劇場（商業劇場）でも公演を打ち、マスメディアでの露出も増えたことから、小劇場と商業演劇の垣根はなくなっていった。
また、1990年代には平田オリザにより「静かな演劇」が提唱された。これは80年代まで、非日常的なイメージが散りばめられた賑やかな演劇とは対照に、日常生活に主眼を置き、演者も日常生活で発するレベルの声、成す動きで演じるという手法であった。平田に影響を受け、会話劇などのコンセプトが小劇場演劇にも取り入れられるようになる。
「第四世代」までの小劇場演劇の特徴は、集団創作の強調や連帯感の重要視にあるとされる。例えば東京サンシャインボーイズの舞台『12人の優しい日本人』は三谷幸喜が書き下ろした作品（1990年初演）であるが公演パンフレットには「作・演出 東京サンシャインボーイズ」とのみ記載されていた。しかし、60年代～70年代生まれの「第五世代」（長塚圭史、本谷有希子、村上大樹など）以降に共通していることは、その集団性が失われつつあることだ。現に、一つの劇団に固執せず、プロデュース公演や気の合ったアーティスト同士によるユニット形式による公演が多くなっている。たとえば前述の野田は夢の遊眠社解散後、NODA MAPを旗揚げし、プロデュース公演を行うようになり、藤田貴大など劇団に自前の俳優を持たない演劇人も多い。
こうして1960年代から現代に至るまで小劇場演劇の系譜は続いており、その表現技法は常に変化を続けている。

## 劇場としての小劇場
何をもって小劇場とするかの明確な基準はない。大規模な演劇が多く行われる市民会館・文化会館などについては、固定席数300席以上500席未満のホールが全体の半数以上を占めており、およそ固定座席数300席未満の劇場が小劇場と呼べるだろう。
また、前述の野田は、夢の遊眠社時代、駒場小劇場（閉館）、本多劇場などで公演を行っていた。本多劇場グループの小劇場は小劇場演劇の拠点となったこともあり、代表的な小劇場群と言うことができるだろう。

## 主な小劇場
北海道
札幌市
コンカリーニョ系列
- コンカリーニョ（琴似）
- ターミナルプラザことにパトス（琴似）

その他
- cube garden（バスセンター前）
- 演劇専用小劇場BLOCH（バスセンター前）
- 扇谷記念スタジオ シアターZOO（中島公園）
- マルチスペース・エフ（中島公園）
- サンピアザ劇場（新札幌）

青森県
弘前市
- スタジオデネガ（弘前）

八戸市
- hacchi 八戸ポータルミュージアム はっち・シアター2（本八戸）

宮城県
仙台市
- せんだい演劇工房10-BOX（卸町）

東京23区
下北沢エリア（下北沢）
本多劇場グループ
- 本多劇場
- ザ・スズナリ
- 駅前劇場
- OFF・OFFシアター
- 「劇」小劇場
- 小劇場 楽園
- シアター711
- 小劇場 B1

その他
- Geki地下Liberty
- しもきた空間リバティ
- サンガイノリバティ

新宿エリア（新宿・新宿三丁目・新宿御苑前・西武新宿・西新宿・都庁前・南新宿・代々木）
- 紀伊國屋ホール
- 紀伊國屋サザンシアター
- サンモールスタジオ
- 新宿シアターモリエール
- シアターサンモール
- 全労済ホールスペース・ゼロ
- 新宿ゴールデン街劇場
- こった創作空間
- アトリエファンファーレ東新宿
- スターフィールド劇場
- 新宿シアタートップス
- 新宿村LIVE

王子エリア（王子）
- インディペンデントシアターOji
- シアター・バビロンの流れのほとりにて

神楽坂エリア（神楽坂）
- セッションハウス

北千住エリア（北千住）
- シアター1010（稽古場1）
- BUoY北千住アートセンター

高田馬場・早稲田エリア（高田馬場・早稲田・西早稲田）
- プロト・シアター
- ラビネスト
- 早稲田小劇場 ※現在は早稲田大学の所有となり「どらま館」と改称
- THE GUIDE

池袋エリア（池袋・東池袋・椎名町・東長崎）
- シアターグリーン
- てあとるらぽう
- シアター風姿花伝

三軒茶屋エリア（三軒茶屋）
- シアタートラム
- 世田谷パブリックシアター

中央線沿線
四谷
- 三栄町Live Stage

中野
- ザ・ポケット
- 劇場MOMO
- テアトルBONBON
- 劇場HOPE
- 中野芸能小劇場
- plan-B
- studio twl
- なかのZERO
- 中野あくとれ
- ウエストエンドスタジオ

高円寺
- アトリエファンファーレ高円寺
- 座・高円寺

阿佐谷
- ザムザ阿佐谷
- 阿佐ヶ谷アルシェ
- 阿佐ヶ谷シアターシャイン
- 阿佐ヶ谷アートスペース・プロット
- ART THEATER かもめ座
- ひつじ座

荻窪
- 荻窪小劇場
- オメガ東京

下北沢を除く小田急線沿線
- 参宮橋トランスミッション（参宮橋）
- アトリエ第Q藝術（成城学園前）
- APOCシアター（千歳船橋）

京王線・井の頭線沿線
- CBGKシブゲキ!!（渋谷）
- ブローダーハウス（東松原）

その他東京23区内
恵比寿
- 恵比寿・エコー劇場
- シアター・アルファ東京

赤坂
- 赤坂RED/THEATER

銀座
- 博品館劇場

両国
- シアターΧ

上野
- 上野ストアハウス

北大塚
- 萬劇場

中落合
- シアター風姿花伝

高島平
- バルスタジオ

貫井
- アルネ543

八丁堀
- スタジオユーキース

東京都 多摩地域
吉祥寺
- 吉祥寺シアター

三鷹
- 武蔵野芸能劇場（所在地は武蔵野市）

調布市
- 調布市せんがわ劇場（仙川）

西東京市
- コール田無

神奈川県
横浜市
- STスポット横浜（横浜）
- スペース・オルタ（新横浜）

川崎市
- ラゾーナ川崎プラザソル（川崎）
- スペース京浜（鹿島田）

相模原市
- PRUNUS HALL（淵野辺）

静岡県
- サールナートホール（静岡）

愛知県
- 七ツ寺共同スタジオ（大須観音）
- Ｇ-pit
- ナビロフト
- 今池芸音劇場
- スタジオ・座・ウィークエンド
- theater MOON
- ナンジャーレ

京都府
- ART COMPLEX 1928
- 京都大学西部講堂
- THEATRE E9 KYOTO

大阪府
- HEP HALL （旧：オレンジルーム）
- ウイングフィールド
- 一心寺シアター倶楽
- 大阪市立芸術創造館
- インディペンデントシアター 1st / 2nd
- 世界館
- LOXODONTA BLACK
- BLACK CHAMBER
- カフェスローOSAKA
- 音太小屋
- 江坂スペース・シアター
- 近鉄アート館
- 扇町ミュージアムキューブ CUBE01 - CUBE03

兵庫県
- AI・HALL（伊丹市立演劇ホール）

福岡県
- ぽんプラザホール
- 甘棠館Show劇場

## 閉館した小劇場
青森県
- だびよん劇場

東京都
- THEATER/TOPS
- SPACE 107
- タイニイアリス
- 新宿四谷三丁目劇場
- ディ・プラッツ
- ババチョップ・シアター
- 池袋小劇場
- 青山円形劇場
- 渋谷ジァン・ジァン
- 駒場小劇場
- 笹塚ファクトリー
- pit 北／区域
- 三百人劇場
- モーツアルト・サロン
- カフェテアトル2つの部屋
- ワーサルシアター（八幡山）
- スフィア・メックス（天王洲）[9][10]
- d-倉庫
- こまばアゴラ劇場（駒場東大前）
- シアターKASSAI

神奈川県
- 相鉄本多劇場

京都府
- アトリエ劇研
- スペースイサン東福寺

大阪府
- 扇町ミュージアムスクエア
- 精華小劇場
- トリイホール
- プラネットステーション（大阪府立青少年会館）
- 浄土宗應典院 本堂（旧：シアトリカル應典院）[注 4]

福岡県
- 夢工房

沖縄県
- 沖縄ジァン・ジァン